# Fátima Flórez

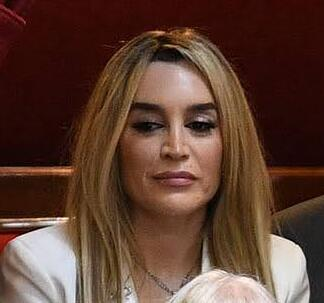
Fátima Flórez (2023)

Fátima Maria Eugenia Flórez (* 3. Februar 1978 in Olivos, Provinz Buenos Aires) ist eine argentinische Schauspielerin, Comedienne und Moderatorin.

## Leben
Fátima Flórez wuchs als Tochter eines Architekten und einer Lehrerin gemeinsam mit einer zwei Jahre älteren Schwester in Olivos auf. In ihrer Schulzeit tanzte sie Ballett und spielte bis zum 14. Lebensjahr in einer Hockey-Mannschaft.
Nach ihrem Schulabschluss absolvierte sie ab ihrem 17. Lebensjahr an einer Schauspielschule in Buenos Aires eine professionelle Schauspielausbildung und eine Gesangsausbildung. Sie spielte seither in mehreren Filmen und Fernsehserien mit. Als Bühnendarstellerin wirkte sie in zahlreichen Theaterstücken, Musicals, Ballett-Aufführungen und in Kabarett-Programmen an verschiedenen Theaterhäusern mit. Im argentinischen Fernsehen war sie zeitweise als Moderatorin für Talkshow-Formate und Gameshows tätig. Zudem trat die 1,72 m große Flórez einige Zeit lang als Model auf dem Laufsteg, in Katalogen und in Werbespots für Unterwäsche in Erscheinung.
Besonders bekannt und beliebt wurde Flórez ab dem Jahr 2008 durch ihre zahlreichen Auftritte als Stand-up-Comedienne in verschiedenen Fernsehshows, wo sie auch als Stimmenimitatorin von berühmten Persönlichkeiten auftrat. Zu ihren bekanntesten Imitationen gehört ihre wiederkehrende Rolle als Cristina Fernández de Kirchner, aber auch Stars wie Britney Spears, Jennifer Lopez, Lady Gaga, Madonna, Michael Jackson, Tina Turner oder fiktive Charakteren wie Marge Simpson gehören zu ihrem Repertoire. Daneben ist sie auch als Drehbuchautorin und als Regieassistentin bei der Produktion von Spielfilmen und Fernsehserien tätig. Sie tourt mit verschiedenen Bühnenprogrammen durch ganz Argentinien.
Flórez war von 2001 bis 2022 mit Norberto Marcos Berenstein verheiratet. Die Ehe blieb kinderlos. Von Juli 2023 bis zum April 2024 war sie mit dem argentinischen Ökonom und amtierenden Staatspräsidenten Javier Milei liiert.

## Filmografie (Auswahl)
- 2011: Plan TV
- 2012: Periodismo para Todos
- 2016: Los Leuco (Fernsehserie)
- 2018: Nunca es tarde
- 2022: LAM (Fernsehserie)
- 2022: PH Uruguay
- 2023: Otsiders (Fernsehserie)